# Alyn Camara
Alyn Camara (* 31. März 1989 in Bergisch Gladbach) ist ein deutscher Leichtathlet mit dem Schwerpunkt Weitsprung. Als Jugendlicher trat er auch im Hürdenlauf sowie im Mehrkampf an, konzentrierte sich aber nach einer Verletzung auf den Weitsprung.

## Sportliche Laufbahn
2010 wurde Camara deutscher Juniorenmeister im Weitsprung, 2011 und 2012 Dritter im Weitsprung bei den Deutschen Hallenmeisterschaften, 2012 Dritter bei den Deutschen Meisterschaften sowie 2013 Deutscher Meister.
2012 startete Camara bei den Europameisterschaften in Helsinki, konnte sich aber mit 7,80 m bei einer geforderten Qualifikationsweite von 8,05 m im Vorkampf nicht für das Finale qualifizieren. Anschließend wurde er auch für die Olympischen Spiele in London nominiert, wo er wiederum im Vorkampf ausschied. Seine Bestleistung im Jahr 2012 war 8,20 m. Mit 8,29 m stellte er am 15. Juni 2013 in Bad Langensalza seine persönliche Bestleistung auf. Er gewann mit 8,15 m den Weitsprung-Wettbewerb bei den Deutschen Meisterschaften am 6./7. Juli 2013 in Ulm, kam aber fünf Wochen später bei den Weltmeisterschaften in Moskau nicht über die Qualifikation hinaus.
2015 wurde Camara mit persönlicher Hallenbestleistung von 7,97 m Deutscher Hallenmeister. Bei den drei Wochen später folgenden Halleneuropameisterschaften sprang er jedoch nur 7,70 m weit und erreichte damit den 7. Platz. Bei der Team-Europameisterschaft 2015 in Tscheboksary (Russland) erzielte Camara eine Weite von 8,11 m und beendete den Wettkampf auf dem dritten Rang. Mit 10 Punkten verhalf er damit dem Team des Deutschen Leichtathletik-Verbandes (DLV) zu Platz zwei hinter Gastgeber Russland. Es war der erste Wettkampf, bei dem er im Trikot der Nationalmannschaft die Acht-Meter-Marke übertreffen konnte.
2016 holte sich Camara die Deutschen Meistertitel sowohl in der Halle wie im Freien. Bei den Olympischen Spielen in Rio de Janeiro schied er bereits in der Qualifikation aus.
2017 kam er bei den Deutschen Hallenmeisterschaften in Leipzig auf den fünften und in Erfurt bei den Deutschen Meisterschaften auf den 6. Platz.

## Vereinszugehörigkeiten
Camara begann mit der Leichtathletik beim Sportverein DJK Löwe Köln, wechselte zum ASV Köln und trainierte seit 2005 beim TSV Bayer 04 Leverkusen. Seit 2017 startet Camara wieder für den ASV Köln.

## Trivia
Alyn Camara ist der Sohn einer deutschen Mutter und eines senegalesischen Vaters.

## Erfolge
national
- 2010: Deutscher U23-Meister
- 2011: 3. Platz Deutsche Hallenmeisterschaften
- 2012: 3. Platz Deutsche Meisterschaften
- 2013: Deutscher Meister
- 2015: Deutscher Hallenmeister
- 2015: Deutscher Vizemeister
- 2016: Deutscher Hallenmeister
- 2016: Deutscher Meister
- 2017: 5. Platz Deutsche Hallenmeisterschaften
- 2017: 6. Platz Deutsche Meisterschaften

international
- 2011: 7. Platz U23-Europameisterschaften
- 2012: Teilnehmer Olympische Spiele
- 2015: 7. Platz Halleneuropameisterschaften
- 2015: Teilnehmer Weltmeisterschaften
- 2016: Teilnehmer Europameisterschaften
- 2016: Teilnehmer Olympische Spiele